# Patricia Rétiz
Patricia Rétiz (Patricia Rétiz Gutiérrez; * 17. März 1971 in Mexiko-Stadt) ist eine mexikanische Marathonläuferin.
2007 wurde sie jeweils Vierte beim Maratón de la Comarca Lagunera und beim Monterrey-Marathon. Im Jahr darauf gewann sie den Guadalajara-Halbmarathon und wurde als Gesamtsiegerin in der Comarca Lagunera mexikanische Meisterin. Bei den Olympischen Spielen in Peking kam sie auf den 55. Platz, und in Monterrey wurde sie Zweite.
2009 wurde sie Zweite beim Léon-Marathon.

## Persönliche Bestzeiten
- Halbmarathon: 1:12:29 h, 24. Februar 2008, Guadalajara
- Marathon: 2:30:29 h, 2. März 2008, Torreón